# Dekanat Ostrów Wielkopolski II
Dekanat Ostrowski II – jeden z 33 dekanatów w rzymskokatolickiej diecezji kaliskiej.

## Parafie
W skład dekanatu wchodzi 7 parafii:
- parafia Najświętszego Serca Pana Jezusa – Gorzyce Wielkie
- parafia św. Józefa – Janków Przygodzki
- parafia Ducha Świętego – Ostrów Wielkopolski
- parafia Matki Boskiej Częstochowskiej – Ostrów Wielkopolski
- parafia Najświętszego Zbawiciela – Ostrów Wielkopolski
- parafia św. Antoniego – Ostrów Wielkopolski
- parafia Najświętszej Maryi Panny Nieustającej Pomocy – Przygodzice

## Sąsiednie dekanaty
Mikstat, Ołobok, Ostrowski I, Raszków